# Santa Cruz do Sul
Santa Cruz do Sul es una ciudad brasileña del estado de Rio Grande do Sul. 

## Historia
Santa Cruz do Sul es uno de los principales núcleos de colonización alemana de Rio Grande do Sul. Los primeros habitantes de la ciudad llegaron de lugares distantes de la región del Rin y de Silesia, en 1849. Se establecieron en la Colônia Picada Velha (en español: Colonia Picada Vieja), hoy conocida como Linha Santa Cruz. Entre 1854 y 1855, el poblado de Faxinal de João Maria fue creciendo, originando la actual ciudad. Fue fundada oficialmente el día 31 de marzo de 1877. Es conocida internacionalmente por la cultura e industria del tabaco, trayendo grandes emprendedores de este producto de varios países, principalmente los Estados Unidos. Entre las principales atracciones que tiene la ciudad esta la Catedral de San Juan Bautista. Durante el año ofrece una serie de eventos programados para ofrecer al turista, destacándose el Oktoberfest.

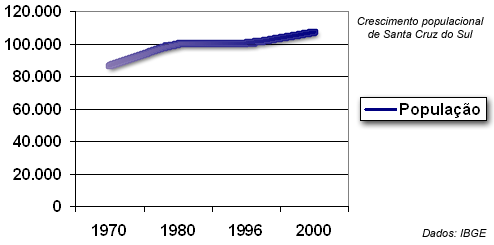
Crecimiento poblacional de Santa Cruz do Sul.

## Economía
La principal actividad económica son las plantaciones de tabaco, por lo que en la ciudad se hallan plantas de elaboración como Universal Leaf Tabacos, Philip Morris, Souza Cruz, ATC, entre otras. La ciudad también está abocada al comercio y los servicios.
En el municipio son industrializados cerca de 13.967 toneladas de tabaco al año.

## Turismo

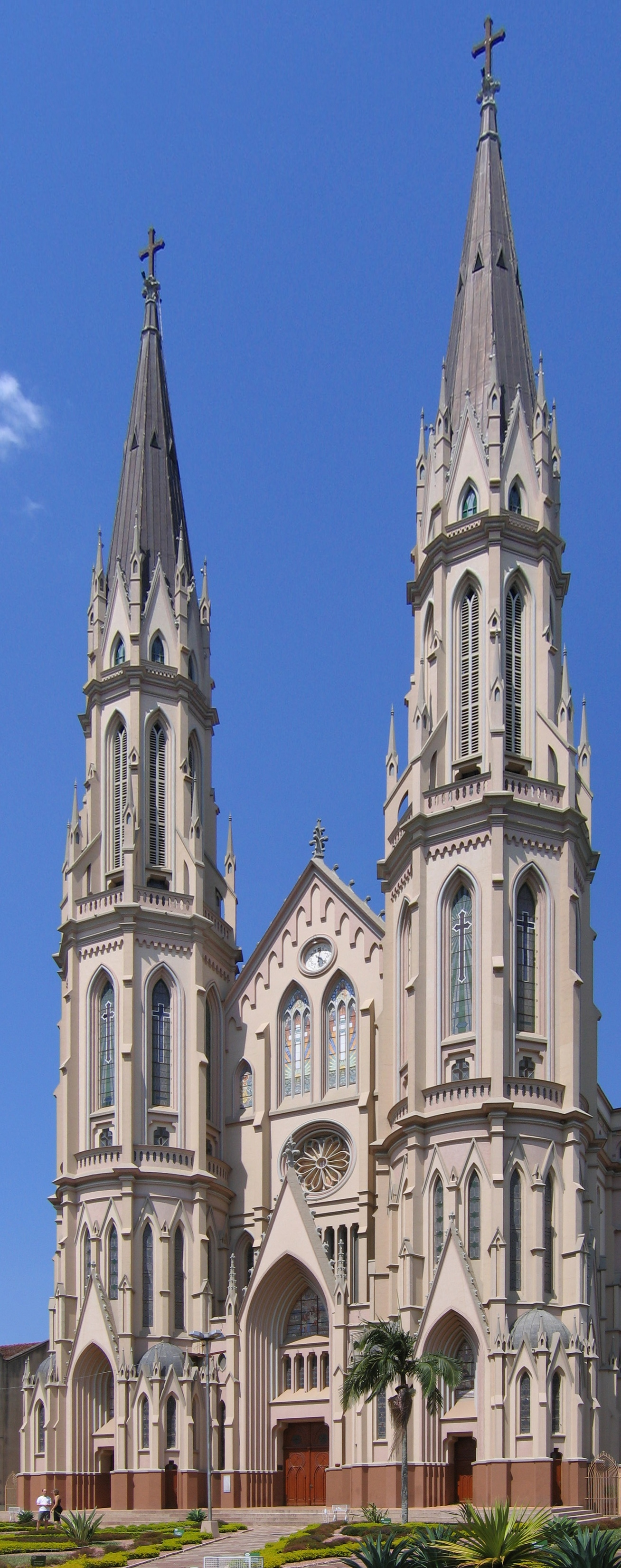
Vista de la catedral de Santa Cruz do Sul.

Posee una de las mejores infraestructuras del interior del estado. Tiene 16 hoteles y 4 moteles con capacidad para 1900 personas. Más de 20 restaurantes, 8 pizzerías y un gran número de bares, ofrecen a la comunidad y a los turistas una variada gastronomía.
También posee un autódromo, inaugurado el 3 de julio del 2005 que es sede de eventos de atracción nacional. Como la Fórmula Truck, Stock Car y Renault SpeedShow.

## Gobernantes
- Prefecto: Telmo José Kirst (Partido Progresista, 2013-2016)